# Yūya Ozeki
Yūya Ozeki, (尾関 優哉, Ozeki Yūya, ou Yuya, Yuuya), né le 5 mars 1996 à Tokyo est un acteur japonais. Il est connu pour le rôle de Toshio, l'enfant-fantôme de la série de films Ju-on. 

## Carrière
Il reprend le rôle de Toshio en 2003 à l'âge de sept ans, lors de l'adaptation au cinéma des films-vidéos Ju-on. Il a beaucoup été aidé par les acteurs Takashi Matsuyama et Takako Fuji. Il a aussi repris son rôle dans les remakes américains The Grudge et The Grudge 2. Yūya Ozeki dit dans le documentaire du DVD qu'il était dur de tourner ses scènes avec le chat, car il en a la phobie.

## Vie personnelle
Il a une demi-sœur qui vit à Port Orchard, à Washington, aux États-Unis. Il voyage souvent entre Washington et le Japon.

## Filmographie
- 2003 : Ju-on : The Grudge
- 2004 : Ju-on : The Grudge 2
- 2004 : The Grudge
- 2006 : The Grudge 2